# Tipula (Lunatipula) bisetosa
Tipula (Lunatipula) bisetosa is een tweevleugelige uit de familie langpootmuggen (Tipulidae). De soort komt voor in het Nearctisch gebied.